# Сын отца народов
«Сын отца́ наро́дов» — многосерийный телевизионный фильм совместного производства России, Украины и Белоруссии о судьбе Василия Сталина, сына И. В. Сталина.

## Сюжет
Фильм «Сын отца народов» — это история о судьбе Василия Сталина. Он сделал блестящую военную карьеру лётчика, в 28 лет став генерал-лейтенантом. У него было несколько жён и романтических увлечений, от первой жены два ребёнка. Он был всеобщим любимцем и баловнем судьбы, покорителем женских сердец, отважным пилотом, сбившим два истребителя во время Великой Отечественной войны, большим поклонником спорта. Известно, что он первым в истории начал формировать футбольные и хоккейные команды Военно-воздушных сил СССР. Казалось, ничего не предвещало тех страшных событий, которые раз и навсегда изменили жизнь сына «отца народов».
После смерти отца, в 1953 году, Василий был приговорён к восьми годам заключения за «антисоветскую пропаганду» и под чужим именем направлен по этапу в тюрьму для особо опасных преступников, известную как Владимирский централ. В тюрьме работал токарем и механиком, потом тяжело заболел.
В 1961 году, после отбытия срока наказания, его заставили сменить фамилию, позже он был сослан в Казань — город, закрытый для посещения иностранными гражданами, где в следующем году и скончался, по официальной версии, от алкогольного отравления.

## В ролях
| Актёр              | Роль                                                                                               |
| ------------------ | -------------------------------------------------------------------------------------------------- |
| Гела Месхи         | Василий Сталин                                                                                     |
| Василий Прокопьев  | Василий Сталин (в 15 лет)                                                                          |
| Анатолий Дзиваев   | Иосиф Сталин                                                                                       |
| Сергей Газаров     | Лаврентий Берия                                                                                    |
| Марина Ворожищева  | Галина Александровна Бурдонская, первая жена Василия Сталина                                       |
| Мария Андреева     | Екатерина Семёновна Тимошенко (дочь Семёна Константиновича Тимошенко), вторая жена Василия Сталина |
| Марьяна Спивак     | Капитолина Георгиевна Васильева, третья жена Василия Сталина                                       |
| Алексей Вертков    | Сергей Луньков                                                                                     |
| Евгений Князев     | Вольф Мессинг                                                                                      |
| Анатолий Гущин     | Анатолий Гущин                                                                                     |
| Евгений Сангаджиев | капитан Сангаджиев                                                                                 |
| Надежда Михалкова  | Светлана Сталина                                                                                   |
| Юрий Лахин         | Николай Власик                                                                                     |
| Светлана Колпакова | Любовь Ефремовна Суздалева                                                                         |
| Игорь Арташонов    | Бровкин                                                                                            |
| Виктор Смирнов     | Семён Будённый                                                                                     |
| Максим Зыков       | Артём Сергеев                                                                                      |
| Михаил Беспалов    | Алексей Каплер                                                                                     |
| Александра Чичкова | Алиса                                                                                              |
| Юрий Маслак        | Слюсаренко                                                                                         |
| Сергей Беляев      | Георгий Маленков                                                                                   |
| Борис Шувалов      | Климент Ворошилов                                                                                  |
| Сергей Лосев       | Никита Хрущёв                                                                                      |
| Дмитрий Абазовик   | Всеволод Бобров                                                                                    |
| Нодар Сирадзе      | Яков Джугашвили                                                                                    |
| Ольга Тенякова     | Надежда Аллилуева                                                                                  |
| Анна Арланова      | Нина Владимировна Орлова, жена Романа Карманова                                                    |
| Алина Булынко      | Нина Орлова в 15 лет                                                                               |

## Съёмки
Съёмки сериала проходили в Москве — в Кремле и на даче Сталина, на аэродроме под Бобруйском, а также в СИЗО-5 (Располагается в одном из Бастионов Бобруйской крепости (башня графа Оппермана)); в Могилеве, в агрогородке Дворище Лидского района на территории детско-юношеской конно-спортивной школы; в Минске, который обладает большим количеством архитектуры и интерьеров в стиле сталинской эпохи.
Актёр Евгений Князев уже играл Вольфа Мессинга в телесериале «Вольф Мессинг: видевший сквозь время» (2009).

## Публикации
- Сын Сталина ответил за отца (+ ВИДЕО) // kp.ru (21 октября 2013 года)
- Жертва спора «отца народов» и Отца Небесного. Василий Сталин в сериале «Сын отца народов» превратился в эдакого кремлёвского Робин Гуда (+ ВИДЕО) // kp.ru (23 октября 2013 года)
- Внук Иосифа Сталина: «Когда меня спрашивают, бываю ли я на могиле отца, я отвечаю, что хоронил его в Казани». Создатели идущего по Первому каналу телефильма о Василии Сталине не сочли нужным проконсультироваться с его единственным сыном // business-gazeta.ru (26 октября 2013 года)
- рецензия на фильм Ю. И. Мухина (сталиниста)
- фильм «Сын отца народов» в историческом контексте — «Судьба сталинского сокола на экране и в жизни» // http://rksm.ru/node/1401 Заархивировано из первоисточника 4.03.2016